# راتومير تفرديتش
راتومير تفرديتش (بالكرواتية: Ratomir Tvrdić) مواليد 14 سبتمبر 1943 في كرواتيا، جمهورية كرواتيا الاشتراكية، هو لاعب كرة سلة كرواتي سابق. بدأ مسيرته الاحترافية في سنة 1960. مثّل منتخب بلاده. شارك في دورة الألعاب الأولمبية الصيفية سنة 1972. حقق المركز الأول في بطولة كأس العالم لكرة السلة 1970. اعتزل اللعب في 1977.

## سجل المنافسة
شارك في المنافسات التالية:
- بطولة أمم أوروبا لكرة السلة 1967
- بطولة أمم أوروبا لكرة السلة 1969
- بطولة أمم أوروبا لكرة السلة 1973
- بطولة أمم أوروبا لكرة السلة 1975
- الألعاب الأولمبية الصيفية 1972

## الميداليات
| الميدالية | المسابقة                         |
| --------- | -------------------------------- |
| فضية      | بطولة كأس العالم لكرة السلة 1967 |
| ذهبية     | بطولة كأس العالم لكرة السلة 1970 |
| فضية      | بطولة كأس العالم لكرة السلة 1974 |
| فضية      | بطولة أمم أوروبا لكرة السلة 1969 |
| ذهبية     | بطولة أمم أوروبا لكرة السلة 1973 |
| ذهبية     | بطولة أمم أوروبا لكرة السلة 1975 |

## روابط خارجية
- راتومير تفرديتش على موقع الاتحاد الدولي لكرة السلة (الإنجليزية)
- راتومير تفرديتش على موقع الاتحاد الدولي لكرة السلة (الإنجليزية)
- راتومير تفرديتش على موقع كرة السلة الأوروبية.كوم (الإنجليزية)
- راتومير تفرديتش على موقع سبورتس رفرنس (الإنجليزية)
- راتومير تفرديتش على موقع أوليمبيديا (الإنجليزية)